# سیارک ۵۰۵۰
سیارک ۵۰۵۰ (به انگلیسی: 5050 Doctorwatson، نامگذاری:1983RD2) پنج هزار و پنجاهمین سیارک کشف شده‌است که در ۱۴ سپتامبر ۱۹۸۳ کشف شد.
قدر مطلق سیارک برابر ۱۳٫۴۰ است.